# Église de l'Emmanuel de Jaffa
Pour les articles homonymes, voir Église de l'Emmanuel.
L'église de l'Emmanuel (en hébreu: כנסיית עמנואל, en allemand : Immanuelkirche) est une église protestante de Jaffa, ville aujourd'hui absorbée par la municipalité de Tel Aviv. Elle est située dans l'ancien quartier allemand (Deutsche Kolonie) de Jaffa. L'église, construite en 1904 pour la communauté luthérienne allemande, sert aujourd'hui à la communauté luthérienne norvégienne et à la Norske Israelsmisjon (mission norvégienne d'Israël).

## Historique
Une communauté structurée luthérienne allemande apparaît à Jaffa à partir de 1858, à l'arrivée du missionnaire Peter Martin Metzler et de son épouse Dorothée. La mission est aussi financée par un aristocrate russe converti au luthéranisme, Platon Oustinov (1840-1918). Jaffa est alors un petit port de quelques dizaines de maisons. C'est dans ce port qu'arrivaient les pèlerins d'Europe qui prenaient ensuite la route de Jérusalem. La mission y construit une école et un dispensaire, puis deux diaconesses arrivent de Riehen pour s'en occuper. Deux missionnaires adventistes américains George Adam et Abraham McKenzie ouvrent aussi une mission en 1866 à Jaffa qui devient un véritable quartier (la colonie américaine), avec petits pavillons de bois, et lorsqu'un bon nombre de ses colons sont touchés par une grave épidémie de choléra, Metzler les fait soigner dans son dispensaire qui devient un véritable hôpital. Finalement la plupart des adventistes retournent aux États-Unis, et Metzler rachète cinq de leurs parcelles et bâtiments. En 1869, des Allemands du Wurtemberg, guidés par Christoph Hoffmann et Georg David Hardegg arrivent dans la région et s'installent à Jaffa. Ils ont été chassés de l'Église luthérienne-protestante wurtembourgeoise après avoir fondé une nouvelle secte, la Société des Templiers, proche de l'anabaptisme, refusant la nature divine de Jésus. Ses membres particulièrement travailleurs se vouent à la construction hic et nunc du royaume de Dieu en Palestine. Ils rachètent donc la plupart des biens de Metzler qui quitte Jaffa. Les Templiers ont toutefois l'appui de la Jerusalemsverein dont le président, Wilhelm Hoffmann, prédicateur à la cour de Berlin, n'est autre que le frère du fondateur des Templiers. La Jerusalemsverein est à l'origine de la création d'un évêché protestant à Jérusalem en 1852 conjointement avec les Anglicans et les luthériens allemands. Un schisme intervient en 1874 au sein des Templiers dont un bon nombre souhaite réintégrer l'Église luthérienne-protestante officielle. Les premiers services se tiennent à l'Hôtel du Parc de Jaffa à partir de 1875. C'est en 1885 que le pasteur de la paroisse de Jérusalem, Carl Schlicht, a la charge de fonder une paroisse pour les ralliés du Temple. Il en fonde une à Haïfa, après la mort d'Hardegg, puis une autre en 1889 à Jaffa, qui comprend en plus les premiers convertis de Metzler, ainsi que des luthériens ou protestantes suisses ou allemands arrivés entretemps. Elle est d'abord dirigée par Johann Georg Kappus (1826-1905), puis par son fils Johann Georg Kappus junior (1855-1928). Parallèlement, l'évêché protestant de Jérusalem se sépare en un évêché allemand (Evangelische Jerusalemstiftung) et un évêché purement anglican, en 1889.
La première paroisse n'est donc formée qu'en 1889. Elle se met sous la juridiction de l'Église protestante des vieilles provinces de Prusse en 1906 et l'église actuelle est construite entre 1898 et 1901 en style néogothique par l'architecte Paul Ferdinand Groth (1859-1955).

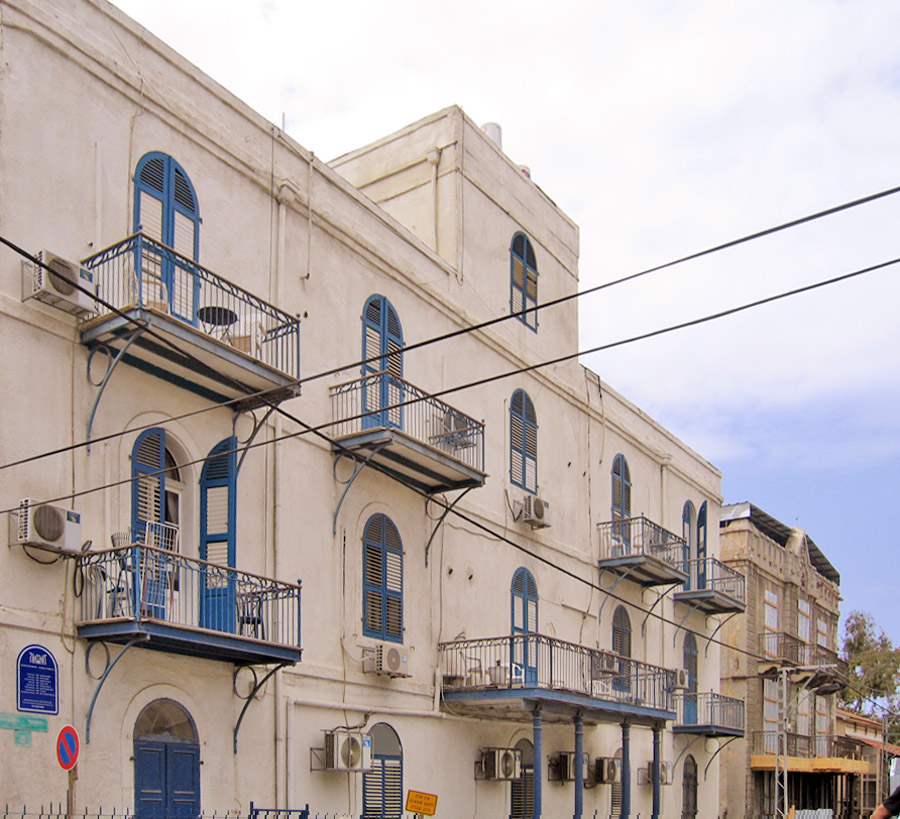
Façade de l'hôtel du Parc ; au fond à droite l'hôtel Jérusalem

Au départ, la paroisse est aidée par les financements d'un converti russe, Platon Oustinov (Plato von Ustinow en allemand), propriétaire de l'Hôtel du Parc. C'est dans cet hôtel que l'empereur Guillaume II et son épouse, protectrice de la Jerusalemsverein, descendent le 27 octobre 1898, pendant leur pèlerinage en Terre sainte, qui a un fort retentissement politique, tandis que la suite impériale loge à l'hôtel Jérusalem à côté. Il y a d'autres paroissiens fortunés, comme Wilhelm Friedrich Faber (1863-1923), président de la banque allemande de Palestine, et installé à Jaffa depuis 1899, lorsqu'il y ouvre une filiale, ou Moritz Hall, Juif converti. Des instituteurs et pasteurs financés par les paroisses allemandes en particulier le Wurtemberg se succèdent à Jaffa. Cependant la guerre de 1914-1918 va tout changer. Les consuls et pasteurs et leurs œuvres perdent leurs droits d'extra-territorialité, la livre ottomane s'effondre et en novembre 1914 Mehmed V se déclare calife du djihad contre les chrétiens. Les troupes britanniques s'emparent de Jaffa le 17 novembre 1917 et tous les paroissiens adultes de sexe masculin, incluant le pasteur Eitel-Friedrich von Rabenau, sont internés à Wilhelma, en tant qu'ennemis de la nation britannique, puis les paroissiens de Jaffa sont déportés dans un camp au sud de Gaza. Les femmes et quelques hommes âgés demeurés à Jaffa maintiennent pendant ce temps une vie paroissiale à l'Emmanuel. En août 1918, les internés de Gaza sont à nouveau déportés, cette fois-ci en Égypte à Sidi Bishr et à Helwan. Ils sont libérés au bout de trois ans. La plupart des paroissiens retournent en Palestine, sauf ceux jugés indésirables, comme le pasteur von Rabenau ou le docteur Jeremias, prouvôt de Jérusalem. La communauté luthérienne de Terre Sainte et de Jérusalem accueille donc un nouveau dirigeant en la personne de Gustaf Dalman, tandis que la communauté d'Haïfa reçoit le 15 mai 1921 un nouveau pasteur venu de Beyrouth, Detwig von Oertzen, qui s'occupe désormais des paroisses d'Haïfa, de Jaffa, de Waldheim et de Beyrouth, mais demeure à Haïfa. Un pasteur auxiliaire, Ernst Paetzold, est nommé à Jaffa en avril 1926 par la Jerusalemsverein.

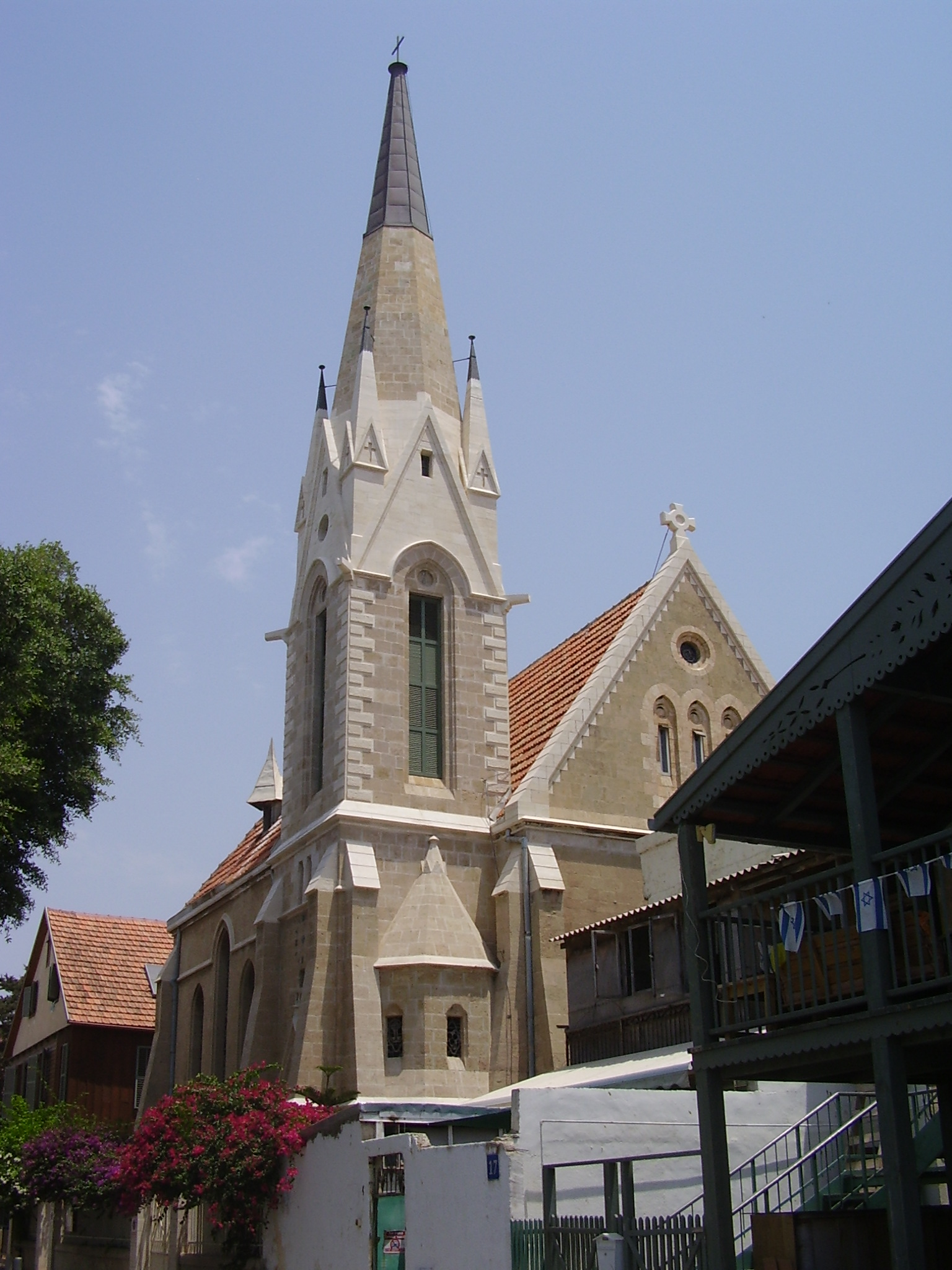
Vue de l'église

En 1930, outre les juifs allemands (qui perdent leur nationalité allemande par la suite), il y a en Palestine 1 300 Allemands membres de la Société des Templiers, et 400 Allemands luthériens (dont les 160 paroissiens de Jaffa, en 1927), plus quelques dizaines d'Allemands catholiques, pour la plupart membres du clergé, religieux ou religieuses et quelques irréligieux d'origine protestante. Ensuite à l'arrivée au pouvoir d'Hitler, le parti impose la création d'un mouvement, les Deutsche Christen, chargé de noyauter les Églises luthériennes-protestantes d'Allemagne, dans le sens de l'idéologie officielle, ce qui provoque schismes et tensions. Cela n'a pas d'influence en Terre Sainte, si ce n'est que certains pasteurs renvoyés de leurs paroisses allemandes pour ne pas s'être soumis aux nouvelles idées, sont accueillis de ce fait en Terre Sainte et placés par la Jerusalemsverein. Cette dernière refuse que son conseil d'administration et son bureau exécutif soient formés aux deux tiers de Deutsche Christen. Cependant d'autres moyens de pression, comme la suppression des transferts de fonds d'Allemagne à l'étranger, gênent considérablement le travail missionnaire, tandis que l'Église confessante est persécutée.
En 1939, après la déclaration de guerre, puis en une seconde vague en mai 1940 tous les Allemands sont internés dont ceux de Jaffa, encore pour ceux-ci à Wilhelma. La paroisse cesse donc son activité. Les Allemands sont expulsés ensuite par le mandataire britannique et leurs biens nationalisés. Ils ne peuvent plus revenir dans le nouvel État d'Israël.
L'église de l'Emmanuel est fermée, puis des négociations s'ouvrent pour des compensations.
Depuis 1955, l'église appartient à la mission luthérienne norvégienne en Israël.

## Notes

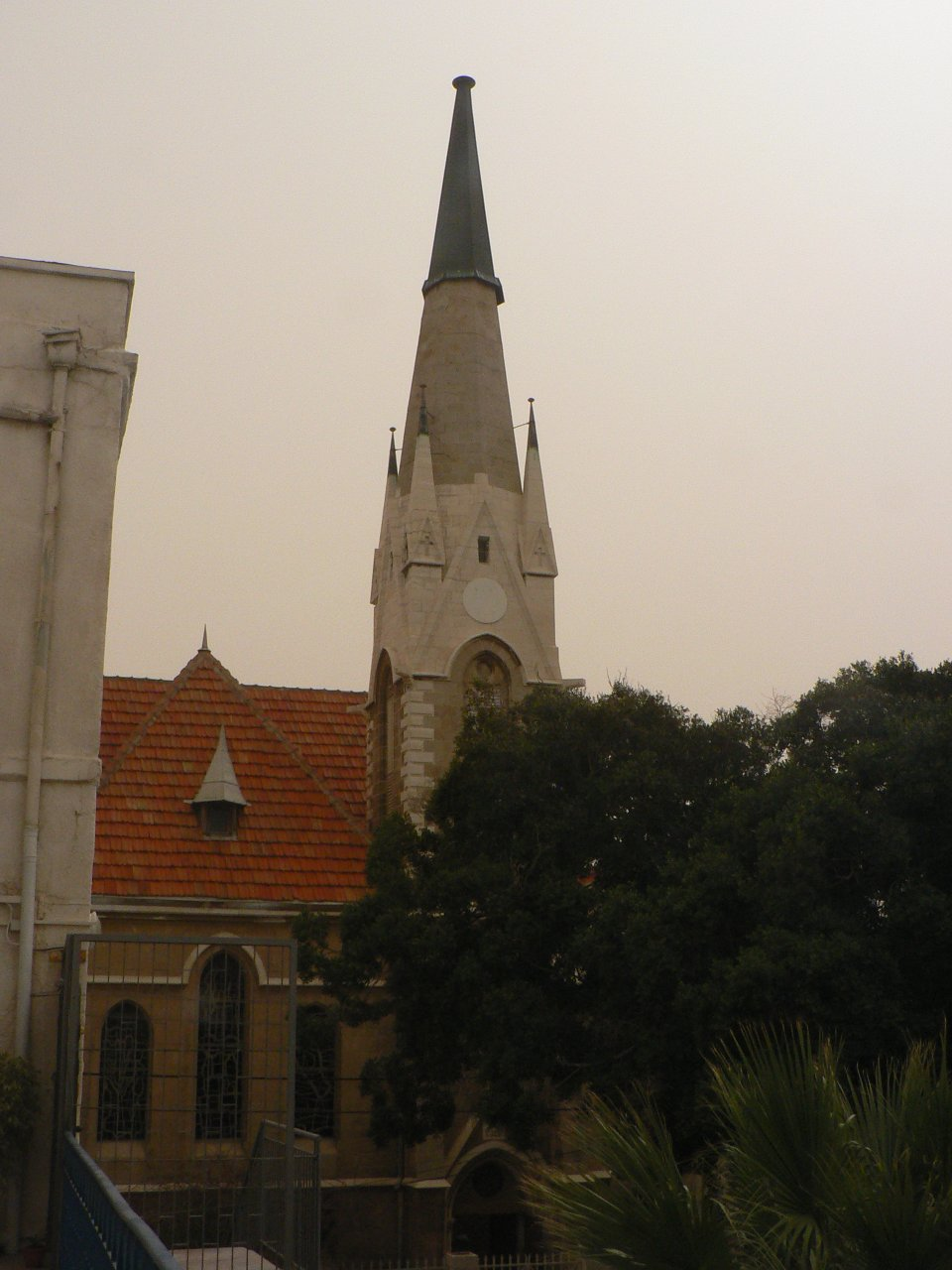
Vue de l'église de l'Emmanuel à partir des balcons de la façade arrière de l'hôtel du Parc

## Illustrations

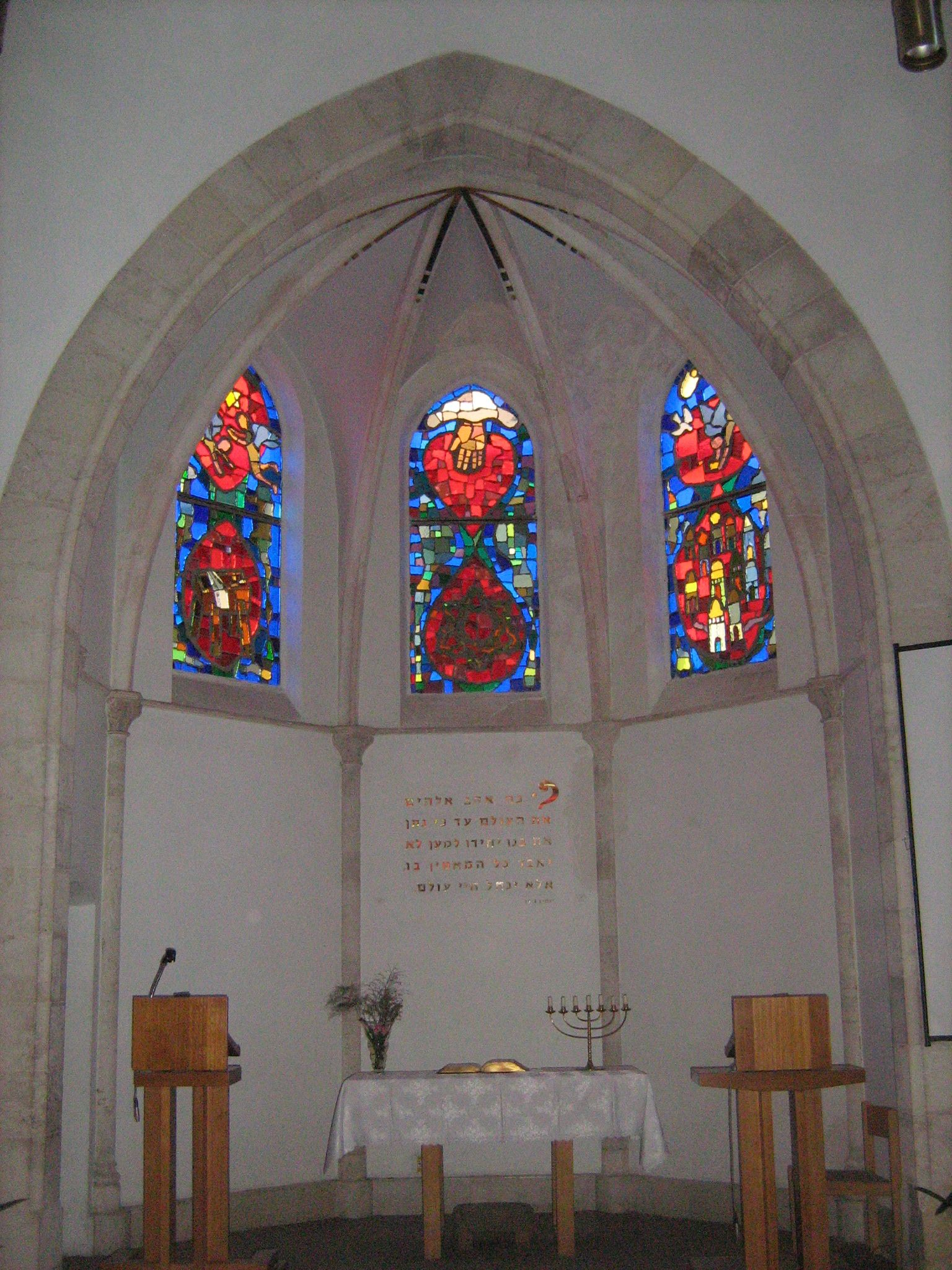
Vue de l'abside et de l'autel
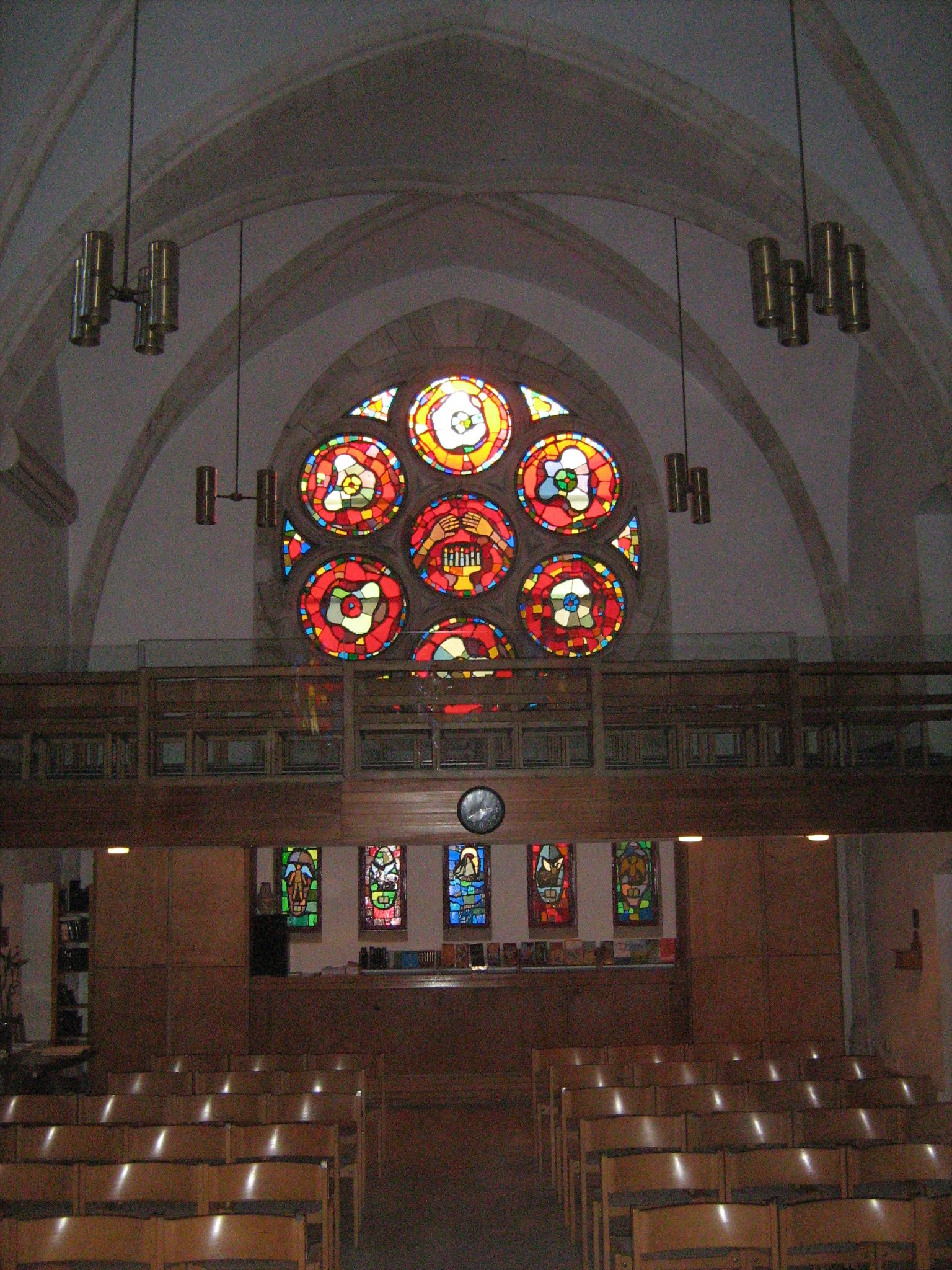
Intérieur de l'église avec la tribune
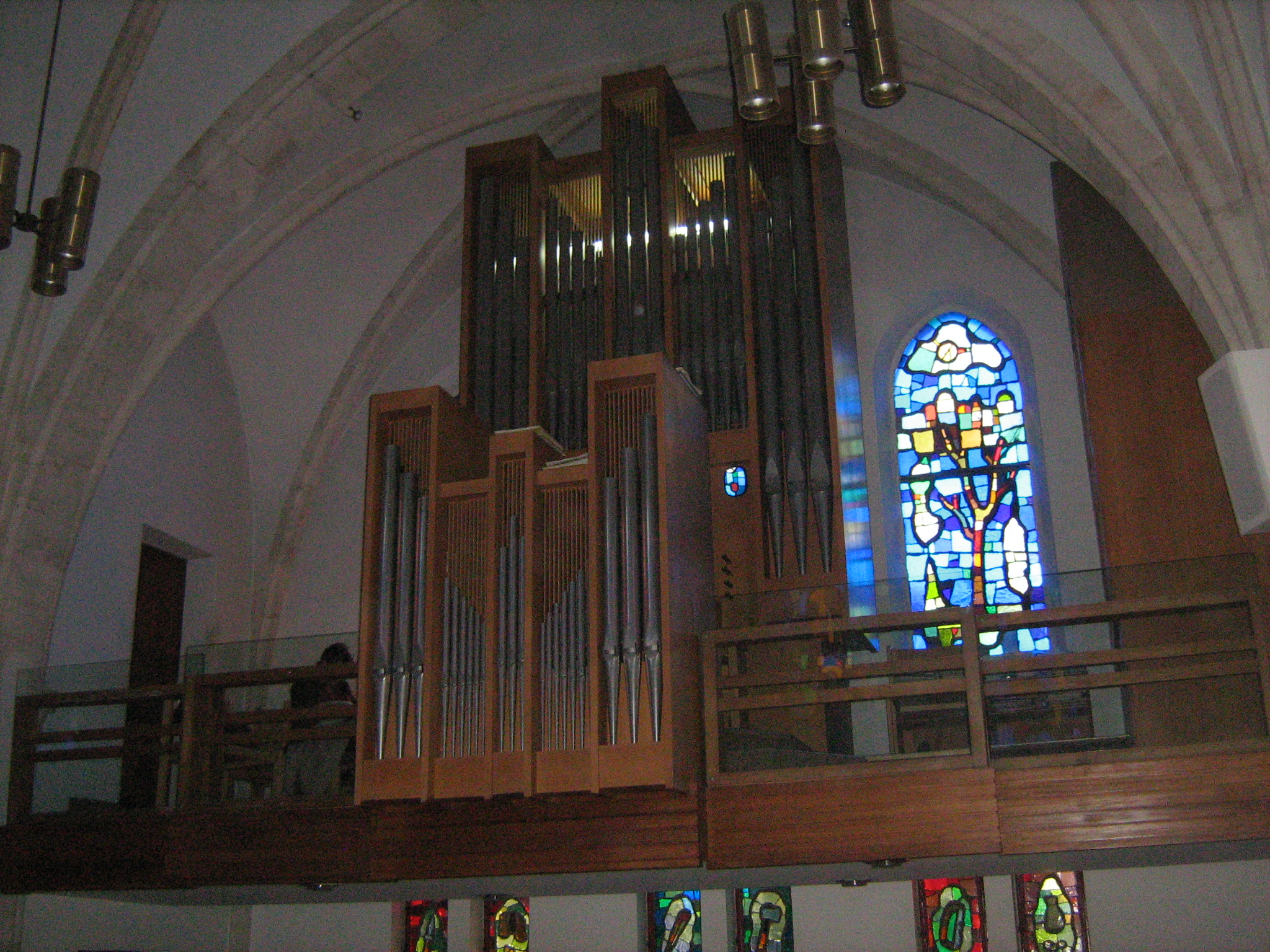
Vue de l'orgue moderne de l'église
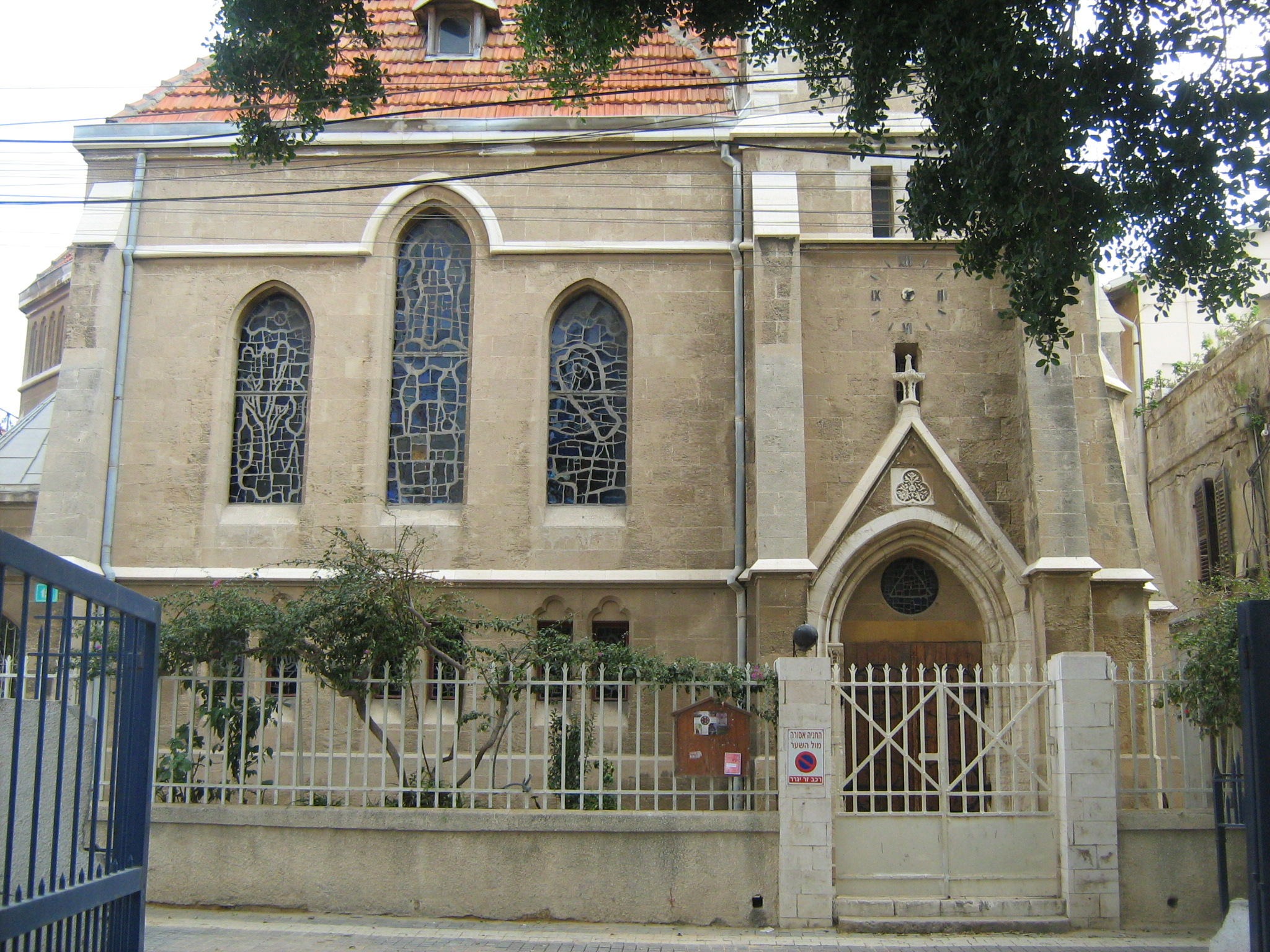
Entrée de l'église de l'Emmanuel